# Dipartimento delle informazioni per la sicurezza
Il Dipartimento delle informazioni per la sicurezza (DIS) è un dipartimento della Presidenza del Consiglio dei ministri della Repubblica Italiana, istituito dall'art. 4 della legge 3 agosto 2007, n. 124, per il coordinamento della ricerca informativa e per assicurare unitarietà nella programmazione delle attività operative di AISE e AISI.
Fa parte del Sistema di informazione per la sicurezza della Repubblica.

## Storia
Nasce a seguito della Legge 3 agosto 2007, n. 124, recante "Sistema di informazione per la sicurezza della Repubblica e nuova disciplina del segreto", pubblicata nella Gazzetta Ufficiale n. 187 del 13 agosto 2007, e relativa alla riforma dei servizi segreti italiani.
Da tale periodo cessano di esistere il Comitato esecutivo per i servizi di informazione e sicurezza (CESIS, di cui DIS assorbe le funzioni), il Servizio per le informazioni e la sicurezza militare (SISMI), il Servizio per le informazioni e la sicurezza democratica (SISDE), sostituiti rispettivamente dal Dipartimento delle informazioni per la sicurezza, dall'Agenzia Informazioni e Sicurezza Esterna e dall'Agenzia Informazioni e Sicurezza Interna.
Nel maggio 2019 è stata inaugurata la nuova sede unitaria dell'intelligence, che ospita gli uffici di vertice del Dis, delle agenzie e parte di quelli operativi, sita in piazza Dante nel rione Esquilino a Roma.

## Compiti e funzioni
Ha il compito di vigilare l'attività di AISE e AISI sulla corretta applicazione delle disposizioni emanate dal Presidente del Consiglio dei Ministri, nonché in materia di tutela amministrativa del segreto di Stato, cura le attività di promozione e diffusione della cultura della sicurezza e la comunicazione istituzionale e impartisce gli indirizzi per la gestione unitaria del personale delle varie strutture.
Il DIS svolge diversi compiti: coordina l'attività di informazione per la sicurezza, verificando altresì i risultati delle attività svolte dall'AISE e dall'AISI, ferma restando la competenza delle predette agenzie relativamente alle attività di ricerca informativa e di collaborazione con i servizi di sicurezza degli Stati esteri. Viene costantemente informato delle operazioni di competenza dei servizi di informazione per la sicurezza e trasmette al presidente del Consiglio dei ministri le informative e le analisi prodotte dal Sistema di informazione per la sicurezza. Inoltre raccoglie le informazioni, le analisi e i rapporti provenienti dai servizi di informazione per la sicurezza, dalle Forze armate e di polizia, dalle amministrazioni dello Stato e da enti di ricerca anche privati.
Il DIS promuove e garantisce, anche attraverso riunioni periodiche, lo scambio informativo tra l'AISE, l'AISI e le Forze di polizia; comunica al presidente del Consiglio dei ministri le acquisizioni provenienti dallo scambio informativo e i risultati delle riunioni periodiche. Tali informative sono trasmesse, su disposizione del presidente del Consiglio dei ministri, sentito il CISR, ad amministrazioni pubbliche o enti, anche a ordinamento autonomo, interessati all'acquisizione di informazioni per la sicurezza. Elabora, d'intesa con l'AISE e l'AISI, il piano di acquisizione delle risorse umane e materiali e di ogni altra risorsa comunque strumentale all'attività dei servizi di informazione per la sicurezza, da sottoporre all'approvazione del presidente del Consiglio dei ministri.
Pur lasciando integra l'esclusiva competenza dell'AISE e dell'AISI per l'elaborazione dei rispettivi piani di attività e ricerca operativa, il DIS elabora analisi strategiche o relative a particolari situazioni, nonché formula valutazioni e previsioni, sulla scorta dei contributi analitici settoriali dell'AISE e dell'AISI. Il DIS, inoltre, elabora, anche sulla base delle informazioni e dei rapporti degli altri servizi o enti, analisi globali da sottoporre al CISR, nonché progetti di ricerca informativa, sui quali decide il presidente del Consiglio dei ministri, dopo avere acquisito il parere del CISR.

## Struttura
Il dipartimento, incardinato nella Presidenza del consiglio, ha funzioni generali rispetto alle due agenzie operative e agisce tramite taluni uffici:
- Ufficio centrale ispettivo (UCI) - si occupa di esercitare il controllo sull'AISE e sull'AISI, verificando la conformità delle attività di informazione per la sicurezza alle leggi e ai regolamenti, nonché alle direttive e alle disposizioni del presidente del Consiglio dei ministri
- Ufficio centrale degli archivi (UCA) - ha la funzione di coordinamento, di disciplina e controllo della gestione dei dati in possesso dei servizi segreti italiani
- Ufficio centrale per la segretezza (UCSe) - si occupa specificamente della tutela amministrativa del segreto di stato, compreso il rilascio oppure la revoca del nulla osta sicurezza
- Scuola di formazione - si occupa dell’aggiornamento, dell’addestramento specialistico e tecnico-operativo del personale già in servizio nelle agenzie, avvalendosi anche di corpo docente civile di università, pubblica amministrazione e centri studi.

## Organizzazione
Il dipartimento è guidato dal Direttore generale, che è diretto referente del presidente del Consiglio dei ministri,salvo che per taluni aspetti non deleghi tale funzione a un esponente del governo, denominato Autorità delegata per la sicurezza della Repubblica. Gli organi sono stabili dalla legge del 3 agosto 2007, n. 124. Il regolamento di funzionamento è stato emanato con il DPCM n. 2 del 26 ottobre 2012, mentre quello relativo allo status giuridico ed economico dal DPCM n. 1 del 23 marzo 2011.
Sia il presidente del Consiglio dei ministri sia l'autorità delegata, se istituita, si avvalgono del DIS per l'esercizio delle loro competenze, al fine di assicurare piena unitarietà nella programmazione della ricerca informativa del Sistema di informazione per la sicurezza, nonché nelle analisi e nelle attività operative dei servizi di informazione per la sicurezza.

### Direttore generale
La direzione generale del DIS è affidata a un dirigente di prima fascia o equiparato dell'amministrazione dello Stato, la cui nomina e revoca spettano in via esclusiva al presidente del Consiglio dei ministri, sentito il CISR.
L'incarico ha comunque la durata massima di quattro anni ed è rinnovabile per una sola volta. Per quanto previsto dalla presente legge, il direttore del DIS è il diretto referente del presidente del Consiglio dei ministri e dell'autorità delegata, ove istituita. Il direttore è gerarchicamente e funzionalmente sovraordinato al personale del DIS e degli uffici istituiti nell'ambito del medesimo dipartimento. Il presidente del Consiglio dei ministri, sentito il direttore generale del DIS, nomina uno o più vice direttori generali; il direttore generale affida gli altri incarichi nell'ambito del Dipartimento, con l'eccezione degli incarichi il cui conferimento spetta al presidente del Consiglio dei ministri.
Il direttore del DIS ha anche la funzione di segretario del Comitato interministeriale per la sicurezza della Repubblica.

#### Elenco dei direttori generali
- Generale di corpo d'armata (E.I.) Giuseppe Cucchi (28 agosto 2007 - 15 giugno 2008)
- Prefetto Gianni De Gennaro (15 giugno 2008 - 11 maggio 2012)
- Ambasciatore Giampiero Massolo (11 maggio 2012 - 29 aprile 2016)
- Prefetto Alessandro Pansa (29 aprile 2016 - 21 novembre 2018)
- Generale di divisione (G.d.F.) Gennaro Vecchione (22 novembre 2018 - 11 maggio 2021)
- Ambasciatrice Elisabetta Belloni (12 maggio 2021 - 15 gennaio 2025)[5]
- Prefetto Vittorio Rizzi (dal 16 gennaio 2025)

Il direttore generale è coadiuvato da due vicedirettori:
- Generale di corpo d'armata Mario Cinque, vice direttore (dall’aprile 2025)
- Prefetto Alessandra Guidi (dal settembre 2021)

### Ufficio ispettivo
Particolare cura è posta dalla Legge n. 124/2007 per l'ufficio ispettivo, ex art. 3, comma 3, un ufficio investigativo interno per verificare che le attività dei servizi che coordina rispettino la legalità.
Il regolamento prevede che agli ispettori sia garantita piena autonomia e indipendenza di giudizio nell'esercizio delle funzioni di controllo, e salva specifica autorizzazione del presidente del Consiglio dei ministri o dell'autorità delegata, ove istituita, i controlli non devono interferire con le operazioni in corso. Al corpo ispettivo non è consentito il passaggio di personale dall'ufficio ispettivo ai Servizi di informazione per la sicurezza. Infine, gli ispettori, previa autorizzazione del presidente del Consiglio dei ministri o dell'autorità delegata, se istituita, possono accedere a tutti gli atti conservati presso i Servizi di informazione per la sicurezza e presso il DIS, nonché possono acquisire, tramite il direttore generale del DIS, altre informazioni da enti pubblici e privati.
L'ufficio ispettivo può svolgere, anche a richiesta del direttore generale del DIS, autorizzato dal presidente del Consiglio dei ministri, inchieste interne su specifici episodi e comportamenti verificatisi nell'ambito dei servizi di informazione per la sicurezza.